# Quiscalus quiscula
El zanate común, zanate norteño, quíscalo común, grajo bronceado o grácula(Quiscalus quiscula)  es una especie de ave paseriforme de la familia Icteridae propia de América del Norte (Canadá y Estados Unidos). 
El adulto, de aproximadamente 32 cm tiene un largo pico negro, ojos amarillos pálidos y la cola larga en forma de canoa; el plumaje es negro iridiscente, en ocasiones púrpura en la cabeza. La hembra es ligeramente más pequeña y menos iridiscente. Hay una subespecie parda, sin la coloración púrpura.
Anida en áreas abiertas o semiabiertas en Estados Unidos y el sur de Canadá al este de las Montañas Rocosas. El nido tiene forma de un cuenco bien elaborado, que se construye sobre árboles o arbustos frondosos, generalmente cerca de cuerpos de agua. Algunas veces, anidan en cavidades o en estructuras elaboradas por el ser humano. Forma colonias de anidación, que pueden llegar a ser bastante numerosas.
Es residente permanente en buena parte de su área de distribución. Las poblaciones más norteñas migran en bandadas al sureste de los Estados Unidos. Se ha registrado casualmente en el extremo noreste de México, así como en Bermudas y Bahamas.
El zanate norteño se alimenta sobre el suelo, en aguas someras o sobre los arbustos. Suele robar alimento de otras aves. Es omnívoro, ya que come insectos, pequeños peces, ranas, huevos, bayas, semillas e incluso pequeñas aves.
Junto con otras especies de zanates, el zanate norteño es conocido por restregarse con insectos para aplicar ácido fórmico en sus plumas.
Su voz consiste en graznidos ásperos y estridentes, especialmente cuando emiten llamados en grupo.
Extendió su distribución hacia el oeste a medida que los bosques fueron aclarados. En algunas áreas, estas aves son consideradas como una plaga por los granjeros a causa de su elevado número y su avidez por los granos.

## Galería

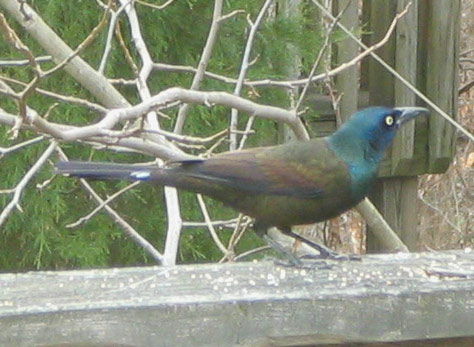
Iridiscencia en la espalda
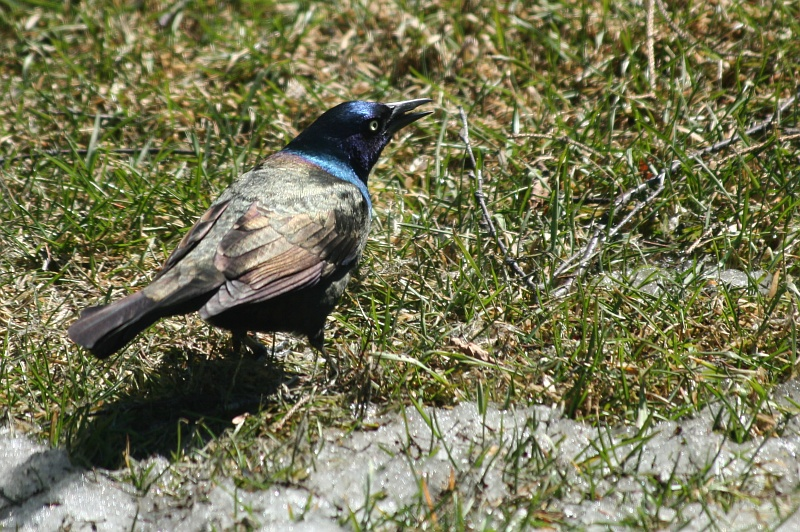
Iridiscecia a la luz del sol
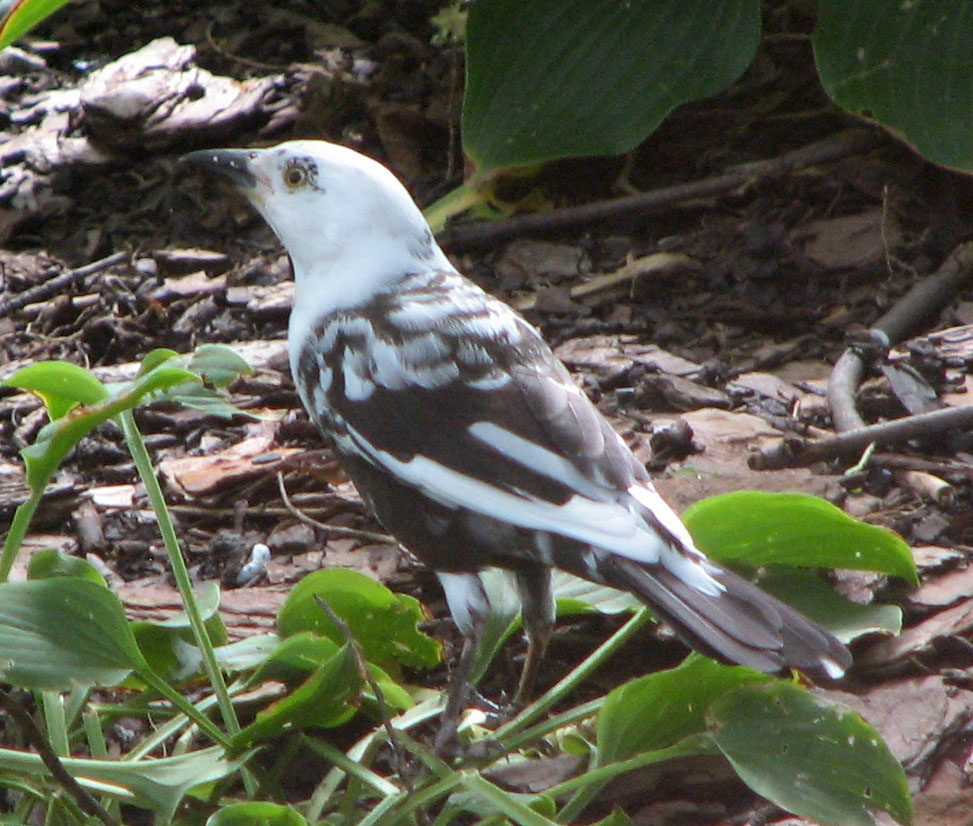
Individuo leucístico